# 世界語童軍聯盟
世界语童军聯盟，是說世界語的童军組織，成立于1918年。童军创办人贝登堡爵士在他1908年出版的《男孩的童军》书中第202页提到世界语，并且鼓励童军学习世界语。联合国教科文组织1985年的决议案中呼吁全球的非政府组织使用世界语，全球童军组织也是非政府组织。

## 历史

### 早期历史
贝登堡爵士于1907年在英国剑桥举行第三届国际世界语大会时期，就已听说有世界语。基督少年军创办人威廉·史密斯爵士（Sir William Smith）在同年的第一届童军大会后，要求贝登堡爵士起草一本指引年轻人的书。
那本书分成六个小册子，是双周刊。第一本册子是在1908年1月15日出版。由于小册子非常受欢迎，在同年的5月，人们就把小册子集合成一本书。贝登堡爵士是在第3個册子中提到世界语。
在《男孩的童军》书中，第202页如此写道：
如果你想在你的小队中使用一种秘密的语文，你应该开始学习世界语。这不是一种难学的语文，这本学习本售价1便士。这个语文在全球使用，你也因此可以到海外时使用它。
1907年第1次世界童军大露營后，全球各地相继出现世界语童军，为了加强童军的兄弟情，让各地区的童军兄弟没有语文障碍的相互交流。
英国的童军团长亞歷山大·威廉·湯姆森（Alexander William Thompson）1918年在法国战场上開始有成立世界语童军的概念，也在当年就成立世界语童军联合会。第一张世界语童军联合会的会员卡就在1918年发出。
虽然已故贝登堡爵士不懂得世界语，不过，对于成立世界语童军联合会，他给予全力支持。第一届的世界语童军委员为：
- 主席：亞歷山大·威廉·湯姆森
- 名誉秘书：K·卡拉汉·湯姆森（K. Graham Thompson），亞歷山大的长兄。

之后，诺曼·博斯（Norman Booth）和数个英国的童军团团长就相继地成为名誉秘书长，并努力地和当时联合会的财政主管D·H·大卫（D.H. David）一起创建世界语童军联合会，并开展了使用世界语的国际童军露营会的探视。世界语童军大会開始在欧洲开展起来，最初幾屆的舉辦地圖如下：
- 1922年，荷兰
- 1923年，比利时
- 1924年，丹麦
- 1925年，西班牙
- 1926年，捷克，并获得电台得报道
- 1927年，西班牙
- 1928年，比利时
- 1929年，英国
- 1930年，荷兰
- 1931年，匈牙利

在1929年的世界语童军大会更是显现了世界语的广泛使用性，来自18个国家，包括印度和日本的世界语童军皆从老远的地方赶赴英国参加世界语童军大会。
1930年在荷兰举行的世界语童军大会中，哈羅德·威爾遜也有參加，他後來成為英国两届首相（1964年－1970年，1974年－1976年）。
匈牙利的世界语童军 Pál Balkányi 在1931年通过匈牙利童军总会邀请世界语童军联合会在该国举办世界语童军大露營，并和比利时童子军协会正式承认世界语童军联合会。
之后，斯洛伐克天主教童军正式承认世界语童军联合会，并负责组办第22届世界语童军大会。在1931年，一支名称为圣贝特立克（Sankta Parriko）的世界语童军在爱尔兰成立。1932年，天主教童军杂志开始刊登世界语的学习教材，很多女童军开始学习世界语，并成立了世界语女童军部。1932年8月，爱尔兰第二支世界语童军成立，取名为圣奥古里斯提诺（Sankta Augeustino）。
1933年，天主教童军开始出版世界语文章。同年，爱尔兰童军行政部將世界语列为其中的一个官方语文。年轻的世界语童军Sean Mularney成为正式的世界语童军记者，在推动世界语童军活动上做出了很大的贡献。
在成立世界语童军之前，并不知道童军创办人贝登堡爵士对世界语的想法，不过，贝登堡爵士却是非常支持世界语成为国际语文的概念。
在世界语童军联合会成立两年后，国际童军联合会正式成立，该会并没有使用世界语，而是以英文和法文为官方语文。但是，在今日的国际童军网站，备有多种语文翻译，其中，包括了世界语。
其实，贝登堡爵士对世界语有很大的期望，所以，在他的《男孩的童军》书中提及世界语。他與夫人奧利芙·貝登堡谈论世界语，以致在贝登堡爵士去世后，贝登堡夫人在1950年在致函给Dr Lydia de Vilbis时提及，期望罗斯福夫人能够说服美国，把世界语列为学校和组织团体学习的语文，让世界语成为全球人都能接受的语文。
“对全球来说这是至关重要的事情，让因为语文有所不同的人都能很好的沟通和理解，特别是语文那样的多样性而使人有所距离。”
罗斯福夫人当时是联合国人权组织的主席，可能，这就是催生了1954年和1985年联合国教科文组织议决案推荐使用世界语，1985年的议决案更是呼吁非政府组织使用世界语。

## 近況
- 2004年，一年一度的全球网上童军大会开辟了世界语频道[3]。
- 2005年，世界语童军联合会在阿根廷举行的第12次泛美童军大会上，设立了一个摊位。
- 2007年，波兰童军协会，七月间在波兰Bialystok举行的童军大露營上，世界语连同波兰语和英语是大会的官方语文。
- 2007年，世界语童军联合会在全球童军大露營上，设立了摊位，介绍世界语给参加者。
- 2015年，世界语童军联合会也将在日本举行的第23次世界童軍大露營上设立资讯站。

## 年龄不设限
世界语童子军没有设立年龄条规，只要能说，写世界语就可以参加。一般上，在各国的年龄设限是最高位26岁。之后，就必须离开童军团。世界语童军没有此项条规。

## 世界语童军刊物
- 1969年8月22日，世界语童军联合会正式把《童军大会语文》在芬兰的赫尔辛基举行的世界童軍大露營上赠送给参加者。
- 1995年，《童军大会语文》新版面世。
- 《全球童军》(La Skolta Mondo)[5] 是世界语童军联合会的官方资讯报。

## 世界语童军联合会的目标
- 通过世界语传达童军们的想法
- 介绍世界语给全球的童军
- 提倡开发世界语版的童军文学
- 加强各国童军兄弟团体的情感，与各国年轻人紧密合作